# Willy and The Poor Boys
Willy and The Poor Boys este al patrulea album al trupei americane Creedence Clearwater Revival, lansat în 1969. Singura mențiune a titlului albumului se face în refrenul cântecului "Down on The Corner".

## Tracklist
1. "Down on The Corner" (2:47)
2. "It Came Out of The Sky" (2:56)
3. "Cotton Fields" (Leadbelly) (2:54)
4. "Poorboy Shuffle" (2:27)
5. "Feelin' Blue" (5:05)
6. "Fortunate Son" (2:21)
7. "Don't Look Now" (2:12)
8. "The Midnight Special" (Folclor muzical) (4:14)
9. "Side o' The Road" (3:26)
10. "Effigy" (6:31)

- Toate cântecele au fost scrise de John Fogerty cu excepția celor notate.

## Single-uri
- "Down on The Corner" (1969)
- "Fortunate Son" (1969)
- "Cotton Fields" (1982)

## Componență
- Doug Clifford - baterie
- Stu Cook - chitară bas
- John Fogerty - chitară principală, muzicuță, voce principală
- Tom Fogerty - chitară ritmică, voce de fundal